# Maria Schell
Maria Margarethe Anna Schell (Viena, 15 de gener de 1926 - Preitenegg, Àustria, 26 d'abril de 2005) va ser una actriu austro-suïssa. Fou una de les principals estrelles del cinema d'Alemanya durant les dècades del 1950 i 1960. El 1954 va guanyar el Premi a la interpretació femenina del Festival de Cinema de Canes pel seu paper a Die Letzte Brücke, de Helmut Käutner, i el 1956 al Festival de Venècia va guanyar la Copa Volpi per la millor interpretació femenina pel seu paper a Gervaise.

## Filmografia seleccionada[3]
- Die letzte Brücke (1954, ‘L'últim pont’)
- Gervaise (1955)
- Le notti bianche (1957)
- The Brothers Karamazov (1957)
- Rose Bernd (1957)
- The Hanging Tree (1959), al costat de Gary Cooper
- Cimarron (1960), amb Glenn Ford
- Ich bin auch nur eine Frau (‘Només sóc una dona’, 1962)
- Le diable par la queue (1968)
- The Odessa File (1974)
- Cross of Iron (1976)
- Superman (1978).